# Tofta distrikt, Skåne
Tofta distrikt är ett distrikt i Landskrona kommun och Skåne län. 
Distriktet ligger vid kusten, söder om Landskrona distrikt. Delar av tätorten Landskrona infinner sig inom distriktet.

## Tidigare administrativ tillhörighet
Distriktet inrättades 2016 och utgörs av en del av området Landskrona stad omfattade till 1971, delen som före 1969 utgjorde Tofta socken.
Området motsvarar den omfattning Tofta församling hade vid årsskiftet 1999/2000.